# ルール谷線
ルール谷線（ドイツ語: Ruhrtalbahn）はドイツ連邦共和国ノルトライン＝ヴェストファーレン州の州都デュッセルドルフとルール地方の南東端にあるハーゲンを結ぶ鉄道路線である。この路線はドイツ帝国時代に私鉄のベルク・マルク鉄道（Bergisch-Märkische Eisenbahn, BME）により建設されて、ルールオルト港の石炭輸送に最も有用な路線であった。現在エッセン南部およびボーフム南部の一部区間が廃線となって、Sバーン列車と保存鉄道列車がこの路線を通行している。

## 歴史
1869年12月28日にダールハウゼン - ハッティンゲン間はBMEにより開業された。BMEはデュッセルドルフ - クプファードレー間を1872年2月1日に開通して、この区間は1847年すでに開通されたフォーリンゲン - ユーバールール線および1863年に開通されたシュテーレン方面の路線と接続することとなった。1874年6月1日にユーバールール - ダールハウゼンおよびハッティンゲン - ヘルデッケ（現在ハーゲン・ヴォアハレ）間はBMEにより開業された。1877年以降ヴェルデンでエッセン方面の鉄道が分岐する。
第二次世界大戦の間にケットヴィヒ鉄道橋がこの路線も旧ケットヴィヒ - ミュールハイム線も合わせて破壊された。両鉄道橋の中でこの路線の橋梁のみが復旧されて、ケットヴィヒ貯水池駅は臨時停車駅として設置されて、1953年5月にミュールハイム方面の列車との乗り換えが可能となった。残りの鉄道橋は今まで改築されなかった。旅客列車運行は1959年にユーバールール - ダールハウゼン間で、1965年にヴェルデン -  クプファードレー間で中止された。貨物列車運行はその二つの区間で1978年まで続いた。その後、二つの区間では線路が撤去された。
1970年5月23日に旅客列車がハッティンゲン - ヴェンゲルン東間で廃止された。その区間の保存鉄道は1981年にボフム鉄道博物館が運営することとなった。1987年にハッティンゲン中駅方面の鉄道が開通されて、S3系統が延長された。
2004年にルール地域連合会（Regionalverband Ruhr）はルール地域観光鉄道（Touristik-Eisenbahn-Ruhrgebiet, TER）を設立して、ハッティンゲン - ヴェンゲルン東間を引き受けた。2019年9月以来レイルフレックス社（Railflex GmbH）がボフム・ダールハウゼン鉄道博物館とともに観光列車路線を運営している。

## 運行形態
Sバーン列車輸送の場合、この路線はライン＝ルール運輸連合（Verkehrsverbund Rhein-Ruhr, VRR）運賃制の適用区間である。

### 旅客輸送
- S3: オーバーロード-ミュールハイム-エッセン - シュテーレ - ダールハウゼン - ハッティンゲン - ハッティンゲン中駅。30分ごと[10]。
- S6: ヴォーリンゲン - ニップルス - ケルン - レーヴァークーゼン - デュッセルドルフ - ヴェールハーン - 動物園駅 - デーレンドルフ - ラート中駅 - ラート - ラーティンゲン東駅 - ホェーゼル - ケットヴィヒ貯水池駅 - ケットヴィヒ - ヴェルデン - エッセン。20分ごと[11]。
- S9: ハーゲン-ヴッパータール - ホルトハウゼン - ユーバールール - シュテーレ - エッセン-ボットロープ - ヘルテン - ハルターン・アム・ゼー/ レックリングハウゼン。30分ごと。
- 保存鉄道: ダールハウゼン - ハッティンゲン - ブランケンシュタイン - ヘルベーデ - ボンメルン - ヴェンゲルン東駅。

### 貨物輸送
ハッティンゲン - ヴェンゲルン東間でDBカーゴは貨物運送・物流会社、ヘルベーデの金属廃棄処分・リサイクル場向けに貨物列車を運行する。